# 151
Glej tudi: število 151
151 (CLI) je bilo navadno leto, ki se je po julijanskem koledarju začelo na četrtek.

## Dogodki
- 1. januar